# Fortezza di Lourdes
La fortezza di Lourdes domina l'omonima cittadina. Dall'iniziale funzione militare strategica è passata ad ospitare il Museo dei Pirenei.

## Fortezza
La costruzione della fortezza si deve certamente alla posizione strategica del picco roccioso sul quale è edificato, all'ingresso delle sette vallate del Lavedan. I romani sono stati sicuramente i primi a prenderlo in considerazione per edificarvi una fortezza.
Carlo Magno assediò la fortezza occupato dai saraceni di Mirat nel 778. Narra la leggenda che in quella circostanza un'aquila lasciò cadere una trota ai piedi di Mirat, il quale la portò al capo dei franchi, per fargli credere che aveva ancora abbondanza di viveri. Carlo Magno avrebbe creduto a Mirat, ma il vescovo di Le Puy, che l'accompagnava, salvò la situazione proponendo a Mirat di conservare il suo posto a condizione di convertirsi al cristianesimo. Mirat, affamato, avrebbe accettato e ricevuto il battesimo con il nome di Lorus, da cui Lourdes.
Nei secoli XI e XII la fortezza, quasi inespugnabile, fu la residenza domenicale del conte di Bigorre. In seguito essa divenne una piazzaforte per controllare le strade del pidemontano, che erano ambite da diversi principi, capi della politica del sud della Francia.
Nel secolo XIV la fortezza trovò la sua estensione definitiva con il sistema di cinte successive e la costruzione del torrione, che, all'epoca della sua costruzione, dominava tre altre torri oggi scomparse.
Nel 1590, sotto Enrico IV, la fortezza divenne residenza reale.
Nei secoli XVII e XVIII i re di Francia la usarono come prigione dove rinchiudere tutti i loro oppositori.
Nel 1685 l'architetto Vauban propose a Luigi XIV dei miglioramenti che sarebbero stati parzialmente realizzati dai successori dello stesso re.
Nel XIX secolo il genio militare francese trasformò la fortezza in caserma. All'uopo la struttura viene arricchita dall'aggiunta di numerosi edifici, in particolare la polveriera.
Le principali pertinenze della fortezza sono:

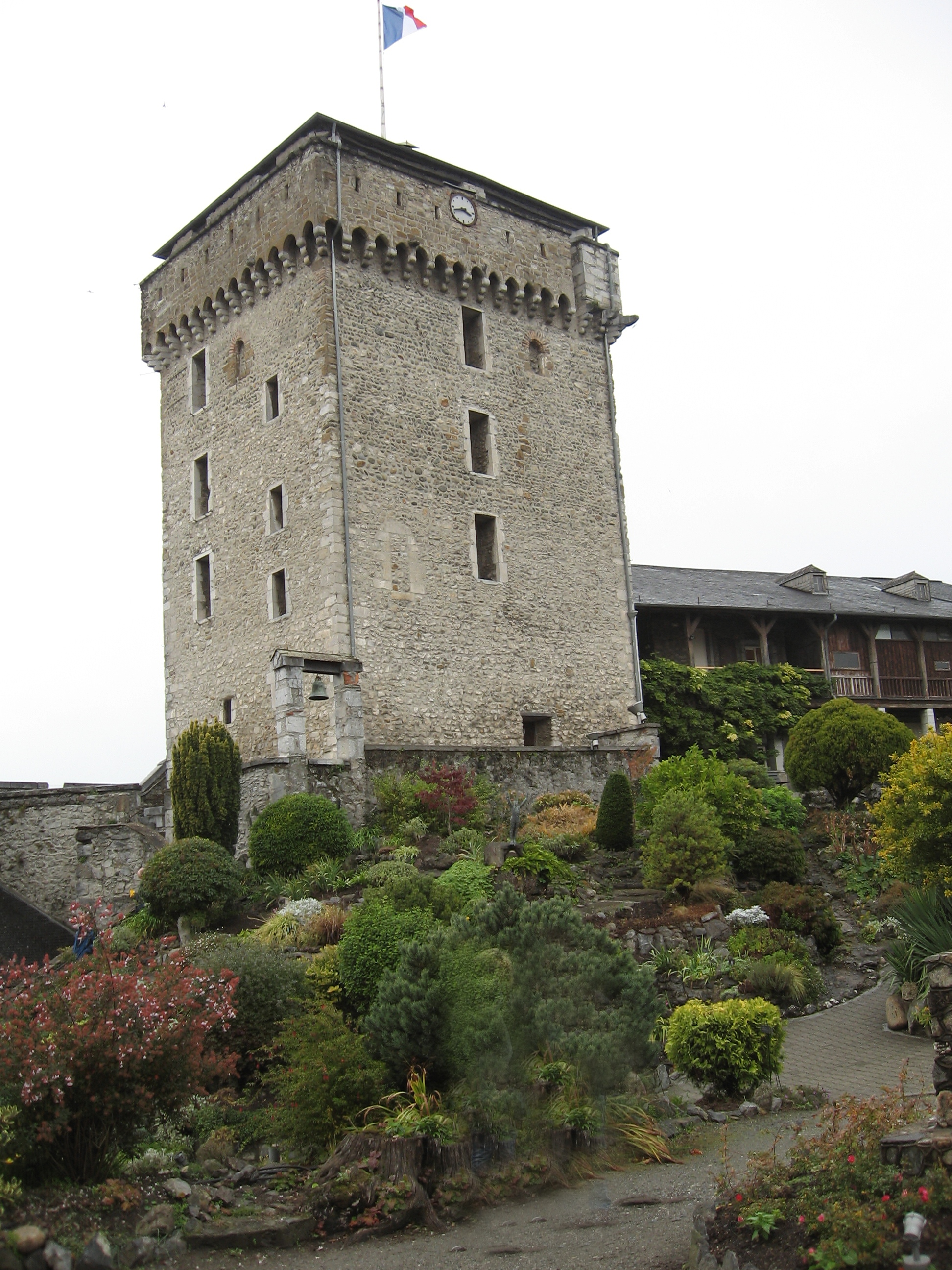
Il torrione della fortezza.

- il ponte levatoio a corno ricostruito nel 1842, situato nella posizione che difende l'ingresso principale della fortezza; si ribalta grazie al contrappeso di una grande pietra;
- la cisterna, una vasca da 130 m³ alimentata dalle acque piovane
- il punto del cavaliere sud, un'antica piattaforma difensiva destinata all'artiglieria; all'estremità ovest ha una torretta d'angolo che servida da osservatorio per la sentinella;
- l'antica cappella dei conti di Bigorre, che conserva ancora oggi il mobilio in stile barocco d'inizio del secolo XVIII che si trovava nella parrocchia di Lourdes ai tempi di Bernadette;
- il bastione Chausenque: prima torre d'artiglieria, con due piani di feritoie, risalente al secolo XV;
- il torrione, alto 26 metri; la data della prima costruzione sembra essere il 1314, ma venne rialzato dopo l'assedio del 1406; di fianco all'entrata vi è la segreta, e una scala a chiocciola con 104 gradini conduce alla sommità;
- la porta con inferriata, un passaggio difensivo costituito da un'inferriata e un assommoir;
- il cimitero pirenaico riporta varie lapidi funerarie appartenenti a varie epoche, oltre a varie "bare" in pietra

## Museo
Nel 1921 la fortezza inizia a ospitare il museo dei Pirenei, nato sotto l'impulso di Luis e Margalide Le Bondidier. Appassionati dei Pirenei, essi riunirono collezioni sulla storia e la cultura di quelle montagne. I reperti datano dalla fine del secolo XVIII fino all'inizio del XX secolo. I fondatori vollero creare un vasto museo regionale di tutta la catena franco-spagnola dei Pirenei nel quale, secondo la loro espressione, "niente di ciò che è dei Pirenei deve esserci estraneo".
Nel 1995 il castello fortezza venne classificato Monumento Storico. Dal 2002 ha ricevuto dal Ministero della Cultura francese il nome di Museo Francese.
L'accesso al museo è a pagamento.